# Мартин Васкес
Рафаел Мартин Васкес (роден на 25 септември 1965 г.) е бивш испански професионален футболист, който играе предимно като атакуващ полузащитник. 
Той представлява най-вече „Реал Мадрид“, като има два различни периода и натрупва общо 252 мача и 42 гола в Ла Лига за клуба. Играл е и в чужбина в Италия, Франция, Мексико и Германия.
Мартин Васкес се появява за Испания на Световното първенство през 1990 г. и Евро 1988 г., като печели близо 40 мача.

## Клубна кариера
Роден в Мадрид, Мартин Васкес се присъединява към младежката академия на „Реал Мадрид“ през 1980 г. на 15-годишна възраст и прави своя дебют за първия отбор три години по-късно, като постига слава като част от La Quinta del Buitre, която все още включва Мишел, Емилио Бутрагеньо, Мигел Пардеса и Маноло Санчис. През 1989-90 г., когато „Реал“ постига рекорд за клуб и Ла Лига от 107 гола, той вкарва най-добрите в кариерата си 14, на второ място в отбора след 38 на Уго Санчес. 
След пристигането на румънеца Георге Хаджи , 
Мартин Васкес решава да приеме предложението на ФК „Торино“, но не успява да се установи в Италия по време на двата си сезона, въпреки че помага на отбора да стигне до финала за Купата на УЕФА през 1992 г. След това се премества в „Олимпик де Марсилия“, но издържа само два месеца във Франция, след което е уредено завръщане в „Реал Мадрид“; в двата си престоя с последния той печели шест лиги, две Купи на УЕФА и две Купи на Краля. 
Заради контузии Мартин Васкес в крайна сметка се оттегля от футбола в края на 1998 г., след непретенциозни периоди с „Депортиво де Ла Коруня“, „Атлетико Селая“ – където си партнира с Бутрагеньо – и „Карлсруер“ СК (германска 2. Бундеслига). След това той е треньор на младежи в „Реал Мадрид“, като същевременно поддържа форма с ветераните на клуба. 

## Международна кариера
Мартин Васкес играе 38 пъти за Испания, включително на Евро 1988 и Световното първенство по футбол през 1990. Дебютът му идва на 23 септември 1987 г. в приятелски мач срещу Люксембург. 

### Международни цели
| # | Дата                | Място на провеждане              | Опонент | резултат | Резултат | Конкуренция |
| - | ------------------- | -------------------------------- | ------- | -------- | -------- | ----------- |
| 1 | 4 септември 1991 г. | Карлос Тартиере, Овиедо, Испания | Уругвай | 1 – 0    | 2 – 1    | Приятелски  |

## Отличия
Реал Мадрид
- Ла Лига : 1985–86 , 1986–87 , 1987–88 , 1988–89 , 1989–90 , 1994–95
- Купа на краля : 1988–89 , 1992–93
- Копа де ла Лига : 1985 г
- Суперкупа на Испания : 1988 , 1989, 1993
- Купа на УЕФА : 1984–85 , 1985–86
- Копа Ибероамерикана : 1994 г

Торино
- Вицешампион за Купата на УЕФА: 1991–92

Испания U21
- Европейско първенство на УЕФА до 21 години : 1986

Индивидуален
- Играч на годината в Испания : 1990